# Вторгнення ззовні
«Вто́ргнення ззо́вні» (англ. U.F.O.) — британський фантастичний фільм 2012 року режисера Домініка Бернса.

## Сюжет
П'ятеро друзів разом проводять час у барі. Раптом починають відбуватися дивні речі. По всьому місту вимикається світло, телефони та радіо не працюють. Потім у небі з'являються іншопланетні космічні кораблі. Друзі розуміють, що почалося захоплення планети і тепер їм належить виживати серед цього хаосу.

## У ролях
| Актор             | Роль         |
| ----------------- | ------------ |
| Б'янка Брі        | Керрі        |
| Шон Броснан       | Майкл        |
| Саймон Філліпс    | Робін        |
| Майя Грант        | Дана         |
| Джаз Лінтотт      | Вінсент      |
| Ендрю Шим         | Сем          |
| Пітер Барретт     | Кенні        |
| Джої Анса         | поліцейський |
| Амелія Лінні      | дівчина      |
| Раджі Джеймс      | Петерсон     |
| Шон Пертві        | Трамп        |
| Джуліан Гловер    | Джон Джонс   |
| Жан-Клод Ван Дамм | Джордж       |